# À coups de crosse
Pour plus de détails, voir Fiche technique et Distribution.
À coups de crosse (Fanny Pelopaja) est un film policier franco-espagnol réalisé par Vicente Aranda, sorti en 1984. 
Le film se situe à Barcelone. Un policier (Andrés) entretient une relation sadomasochiste avec une prostituée (Fanny Pelopaja donnant son titre espagnol au film). Il l'utilise pour piéger puis abattre un trafiquant d'armes (Julian, amoureux de Fanny). Quelque temps plus tard, Fanny Pelopaja met au point sa vengeance...
C'est l'adaptation du roman policier Prothèse (Prótesis) d'Andreu Martín publié en 1979.

## Synopsis
Estefania Sánchez, connue sous le nom de Fanny Pelopaja en raison de ses cheveux blonds décolorés, est une femme au sang froid qui a récemment été libérée de prison après avoir purgé une peine de trois ans. Elle s'est construit une nouvelle vie en travaillant dans une station-service. Cependant, elle a attendu tout ce temps pour se venger d'un policier corrompu et brutal, Andrés Gallego. Un coup de téléphone d'un de ses anciens amis l'informe qu'Andrés travaille à Barcelone comme agent de sécurité pour une société de véhicules blindés. Fanny laisse tout derrière elle et reprend la route vers Barcelone.
Un flashback raconte l'histoire de Fanny et d'Andrés trois ans auparavant. Il l'a surprise en train de voler dans un grand magasin où il travaillait comme agent de sécurité en civil. Bien qu'elle ait payé les articles volés et qu'elle ait été relâchée sans être inculpée, Andrés fait du chantage à Fanny pour la pousser à avoir des rapports sexuels avec lui. Homme marié, avec une femme qu'il méprise et deux enfants adolescents qui ne font pas attention à lui, Andrés est rapidement devenu obsédé par Fanny, et ils se rencontrent régulièrement dans la même chambre d'hôtel pour des rapports sexuels occasionnels. Une relation d'amour-haine s'instaure entre eux. Andrés volontairement guide Fanny dans un plan risqué visant à aider le petit ami de Fanny, Manuel, surnommé Le Chat, à s'échapper de l'hôpital où il est en convalescence après avoir été blessé en prison.
Fanny introduit clandestinement un pistolet dans la chambre d'hôpital, entre ses jambes. L'arme à la main, Fanny et Manuel réussissent à s'échapper de l'hôpital, mais ce faisant, ils assassinent deux policiers. Ils trouvent refuge dans une maison abandonnée à la périphérie de la ville. Là, une querelle de jalousie entre Andrés et Manuel se termine par Andrés qui assassine Manuel. Affligée, Fanny crie à Andrés à quel point elle le déteste. Andrés l'agresse alors brutalement en lui cassant les dents avec la crosse de son pistolet, ce qui l'oblige à porter un dentier à partir de ce moment-là.
En raison de sa violation du règlement de la police et de son traitement abusif de Fanny, Andrés est renvoyé de la police et passe un certain temps dans un établissement psychiatrique pour se remettre d'une dépression nerveuse. Il travaille maintenant comme gardien pour une société de véhicules blindés.
De retour à Barcelone, Fanny retrouve ses anciens amis, Julián et sa petite amie, La Nena, la sœur de Manuel. Leur plan est de voler le véhicule blindé qu'Andrés garde. Alors que Julián n'est intéressé que par l'argent, Fanny et La Nena veulent tuer Andrés pour se venger. Les plans fonctionnent et Fanny se venge d'Andrés, mais ne le tue pas. C'est une erreur, car il revient bientôt en force contre elle et ses compagnons. Après avoir brutalement battu Julián et menacé de violer La Nena avec son arme, Julián révèle où se trouve Fanny. Elle attend toujours Andrés dans la même chambre d'hôtel où ils ont l'habitude de se retrouver. Lorsqu'il arrive, elle est prête à l'accueillir. Ils pointent leurs armes l'un vers l'autre, mais aucun des deux n'ose tirer. Lorsque la police arrive, elle les trouve nus dans le lit, Andrés mortellement poignardé dans le dos. Fanny est toujours en vie, mais dans un état catatonique dont elle ne se remettra jamais. Elle finit par être internée dans un asile psychiatrique.

## Fiche technique
- Titre français : À coups de crosse[2]
- Titre original espagnol : Fanny Pelopaja[3] (litt. « Fanny Cheveux de paille »)
- Réalisation et scénario : Vicente Aranda d'après le roman Prothèse (Prótesis) d'Andreu Martín publié en 1979[1].
- Photographie : Juan Amorós (es)
- Montage : Teresa Font
- Musique : Manel Camp
- Décors : Ramon Pou
- Production : François Villiers, Raoul Katz, Carlos Duran, Jacques Doillon
- Sociétés de production : Carlton Film Export, Lola Films (Paris) ; Lima P.C., Morgana Films (Madrid)
- Pays de production :  Espagne /  France
- Langue originale : espagnol
- Format : Couleurs par Fujicolor - Son stéréo - 35 mm
- Durée : 100 minutes
- Genre : film policier
- Dates de sortie :
  - France : 16 mai 1984 (Marché du film du Festival de Cannes 1984) ; 29 août 1984 (sortie nationale)
  - Espagne : 2 juillet 1984 (Barcelone) ; 26 novembre 1984 (Madrid)

## Distribution
- Fanny Cottençon : Estefania Sánchez, dite « Fanny Pelopaja »
- Bruno Cremer : Andrés Gallego
- Ian Sera : Manuel, dit « Le Chat »
- Francisco Algora (es) (VF : Daniel Russo) : Julián
- Berta Cabré : La Nena
- Paca Gabaldón (es) : le sociologue
- Eduardo MacGregor (es) : Calvo
- Joaquín Cardona : Pérez
- Roberto Asla : Pelo Blanco
- Jordi Serrat : l'agent de police
- Marta Padovan (es) : Pilar
- Carles Sales : l'homme dans le parking
- Daniel Medrán (es) : Macarra

## Production
C'est le producteur espagnol Carlos Durán qui montre au réalisateur Vicente Aranda le roman Prothèse (Prótesis) d'Andreu Martín publié en 1979, avec l'idée d'en faire un film. Aranda apprécie le roman mais a du mal à écrire le scénario. Le roman décrit une relation violente entre deux hommes. Aranda s'était senti mal à l'aise en traitant de l'homosexualité dans son film précédent, Je veux être femme (1977). Il a donc décidé de transformer le protagoniste masculin en femme et de raconter l'histoire d'amour et de vengeance d'un couple hétérosexuel. La violence, exprimée sans détour dans le roman, a également été atténuée dans l'adaptation cinématographique. L'auteur du livre original, Andreu Martin, a accepté les changements apportés et s'est déclaré satisfait de l'adaptation cinématographique.
Pour le personnage de Fanny Pelopaja, Aranda a pensé à Berta Socuéllamos Zarco, qui avait joué un rôle semblable dans Vivre vite ! de Carlos Saura. Il pense également à Victoria Abril, son actrice fétiche avec laquelle il a déjà tourné Je veux être femme, La Fille à la culotte d'or et Asesinato en el Comité Central. Cependant, les producteurs français du film imposent deux acteurs français dans les rôles principaux pour aider à la commercialisation du film en France. Aranda organise une audition à Paris et choisit finalement Fanny Cottençon et Bruno Cremer pour le binôme de protagonistes. Le budget du film s'élève à 76 millions de pesetas, dont 70 % de capitaux espagnols et 30 % de coûts couverts par la société de production française.
Situé à Barcelone avec une distribution et une équipe technique espagnols, le tournage s'est déroulé sans problème et le réalisateur était satisfait des deux acteurs principaux qui ont été doublés en espagnol pour la version originale du film. Cependant, mécontent du montage et du doublage français du film, réalisés sans sa supervision, Aranda a tenté en vain d'empêcher la sortie du film en France, où il a pourtant été projeté sous le titre À coups de crosse.

### Lieux de tournage
Le film est tourné à Barcelone, Cerdanyola del Vallès et Vilafranca del Penedès.

### Titre
Prothèse, le titre original du roman d'Andreu Martín, fait référence au dentier que doit porter le personnage principal, mais il a été évité comme titre original du film en raison de son manque d'attrait commercial, alors que le titre français y fait référence. Fanny Pelopaja (litt. « Fanny Cheveux de paille »), le titre original du film, provient du nom de Fanny Cottençon elle-même, l'actrice principale aux cheveux blonds décolorés.

## Accueil critique
À coups de crosse reçoit de bonnes critiques, mais ne réussit pas à trouver son public lors de sa sortie. Le nombre d'entrées s'élève à 180 000 en Espagne, ce qui rapporte 44 millions de pesetas. Cependant, le film gagne en popularité une fois sorti en vidéo, et avec le temps, il devient l'une des œuvres les plus appréciées d'Aranda.
Selon Virgile Dumez dans cinedweller.com, « Film de l’extrême qu’aucun réalisateur ne pourrait tourner de nos jours sans avoir toutes les ligues de vertu aux fesses, À coups de crosse est sans aucun doute un film inégal, parfois bis et putassier dans sa démarche, mais qui a le grand mérite de tout oser et d’imposer une vision finalement très sombre, désabusée et misanthrope de l’espèce humaine ».
Selon Justin Kwedi sur dvdclassik.com, « Tout le film est une sorte de squelette de série noire au service d’un récit passionnel et aride. [...] tant que Fanny et Gattino sont séparés, ils se révèlent incomplets et le film avec, qui souffre d’un grand ventre mou avant les retrouvailles finales. Lorsque celles-ci arrivent, ce sentiment d’attirance/répulsion, cette ferveur croisant éros et thanatos, culminent pour une conclusion assez hypnotique où Aranda maintient le mystère de cette relation par une nouvelle ellipse. À coups de crosse s’avère donc un essai largement imparfait, mais fascinant et annonçant certains diamants noirs du réalisateur comme Amants ».